# Allocosa nebulosa
Allocosa nebulosa là một loài nhện trong họ wolfspinnen (Lycosidae).
Loài này thuộc chi Allocosa. Allocosa nebulosa được Carl Friedrich Roewer miêu tả năm 1959.